# A Division 1979-1980 (Irlanda)
La stagione 1979-1980 è stata la cinquantanovesima edizione della League of Ireland, massimo livello del calcio irlandese.

## Avvenimenti

### Il campionato
Il torneo fu dominato dal Limerick United che, dopo aver guidato indisturbato la classifica per gran parte del torneo, dovette nelle ultime giornate fronteggiare la concorrenza del Dundalk. I campioni in carica, dopo l'eliminazione agli ottavi di finale di Coppa dei Campioni, furono capaci di rimontare gran parte dello svantaggio sulla capolista arrivando a -1 dopo la vittoria nello scontro diretto casalingo del 16 marzo. Nelle giornate restanti il Limerick United gestì il vantaggio, andando a +2 il 30 marzo: pur facendosi raggiungere dagli avversari una settimana dopo a causa di un incontro posposto, i Lims ottennero tre punti che permisero loro di assicurarsi la vittoria del secondo titolo nazionale.

## Squadre partecipanti

### Profili
| Club partecipanti | Club partecipanti | Città      | Stadio            | Stagione 1978-1979                           |
| ----------------- | ----------------- | ---------- | ----------------- | -------------------------------------------- |
| Athlone Town      | dettagli          | Athlone    | St Mel's Park     | 7° in League of Ireland                      |
| Bohemians         | dettagli          | Dublino    | Dalymount Park    | 2° in League of Ireland                      |
| Cork United       | dettagli          | Cork       | Turners Cross     | 11° in League of Ireland (come Cork Alberts) |
| Drogheda Utd      | dettagli          | Drogheda   | Lourdes Stadium   | 3° in League of Ireland                      |
| Dundalk           | dettagli          | Dundalk    | Oriel Park        | Campione d'Irlanda                           |
| Finn Harps        | dettagli          | Ballybofey | Finn Park         | 8° in League of Ireland                      |
| Galway Rovers     | dettagli          | Galway     | Terryland Park    | 15° in League of Ireland                     |
| Home Farm         | dettagli          | Dublino    | Tolka Park        | 9° in League of Ireland                      |
| Limerick Utd      | dettagli          | Limerick   | Jackman Park      | 6° in League of Ireland (come Limerick)      |
| Shamrock Rovers   | dettagli          | Dublino    | Glenmalure Park   | 5° in League of Ireland                      |
| Shelbourne        | dettagli          | Dublino    | Tolka Park        | 13° in League of Ireland                     |
| Sligo Rovers      | dettagli          | Sligo      | The Showgrounds   | 10° in League of Ireland                     |
| St Patrick's      | dettagli          | Dublino    | Richmond Park     | 14° in League of Ireland                     |
| Thurles Town      | dettagli          | Thurles    | Greyhound Stadium | 12° in League of Ireland                     |
| UCD               | dettagli          | Dublino    | UCD Dome          | Non iscritta alla League of Ireland          |
| Waterford         | dettagli          | Waterford  | Kilcohan Park     | 4° in League of Ireland                      |

## Classifica finale
|  | Pos. | Squadra         | Pt | G  | V  | N  | P  | GF | GS | DR  |
|  | ---- | --------------- | -- | -- | -- | -- | -- | -- | -- | --- |
|  | 1.   | Limerick Utd    | 47 | 30 | 20 | 7  | 3  | 67 | 24 | +43 |
|  | 2.   | Dundalk         | 46 | 30 | 20 | 6  | 4  | 59 | 13 | +46 |
|  | 3.   | Athlone Town    | 39 | 30 | 16 | 7  | 7  | 60 | 24 | +36 |
|  | 4.   | Shamrock Rovers | 38 | 30 | 14 | 10 | 6  | 61 | 29 | +32 |
|  | 5.   | Finn Harps      | 38 | 30 | 16 | 6  | 8  | 49 | 33 | +16 |
|  | 6.   | Bohemians       | 32 | 30 | 12 | 8  | 10 | 42 | 30 | +12 |
|  | 7.   | Waterford       | 31 | 30 | 8  | 15 | 7  | 38 | 33 | +5  |
|  | 8.   | Sligo Rovers    | 31 | 30 | 11 | 6  | 10 | 40 | 45 | -5  |
|  | 9.   | Thurles Town    | 28 | 30 | 9  | 10 | 11 | 43 | 48 | -5  |
|  | 10.  | Drogheda Utd    | 28 | 30 | 6  | 16 | 8  | 36 | 41 | -5  |
|  | 11.  | Galway Rovers   | 28 | 30 | 11 | 6  | 13 | 32 | 47 | -15 |
|  | 12.  | St Patrick's    | 27 | 30 | 9  | 9  | 12 | 39 | 46 | -7  |
|  | 13.  | Home Farm       | 25 | 30 | 10 | 5  | 15 | 27 | 42 | -15 |
|  | 14.  | Cork United     | 16 | 30 | 6  | 4  | 20 | 22 | 56 | -24 |
|  | 15.  | UCD             | 14 | 30 | 5  | 4  | 21 | 24 | 75 | -51 |
|  | 16.  | Shelbourne      | 12 | 30 | 3  | 6  | 21 | 30 | 83 | -53 |

Legenda:

         Campione d'Irlanda 1979-1980 e qualificata in Coppa dei Campioni 1980-1981
         Vincitrice della FAI Cup e qualificata in Coppa delle Coppe 1980-1981
         Qualificate in Coppa UEFA 1980-1981
Note:
Due punti a vittoria, uno a pareggio, zero a sconfitta.

## Statistiche

### Squadre
| Record - Maggior numero di vittorie: Limerick Utd e Dundalk (20) - Minor numero di sconfitte: Limerick Utd (3) - Miglior attacco: Limerick Utd (60) - Miglior difesa: Dundalk (13) - Miglior differenza reti: Dundalk (+46) - Maggior numero di pareggi: Drogheda Utd (16) - Minor numero di vittorie: Shelbourne (3) - Maggior numero di sconfitte: Cork Celtic (22) - Peggiore attacco: Cork United (22) - Peggior difesa: Shelbourne (83) - Peggior differenza reti: Shelbourne (-53) |